# Arthur Ibbetson
Arthur Ibbetson (membre de la BSC), est un directeur de la photographie anglais, de son nom complet Arthur Francis Ibbetson, né le 8 septembre 1922 à Bishop Auckland (Comté de Durham, Angleterre du Nord-Est), décédé le 19 octobre 1997 à Hillingdon (Grand Londres).

## Biographie
Au cinéma, Arthur Ibbetson débute comme premier assistant opérateur sur La Commandante Barbara (1941) de Gabriel Pascal. L'année suivante (1942), il devient cadreur, fonction qu'il exerce jusqu'en 1958 sur une trentaine de films, dont deux réalisés par John Huston, Moby Dick (1956) et Dieu seul le sait (1957).
Comme chef opérateur, il contribue entre 1949 et 1985 à quarante-six films, majoritairement britanniques, plus quelques films américains (ex. : Charlie et la Chocolaterie, version de 1971 réalisée par Mel Stuart, avec Gene Wilder et Jack Albertson) et des coproductions (ex. : La Grande Menace en 1978, film franco-britannique de Jack Gold, avec Lino Ventura, Lee Remick et Richard Burton).
Parmi les autres réalisateurs aux côtés desquels il travaille, mentionnons Charlie Chaplin (La Comtesse de Hong-Kong en 1967, avec Marlon Brando et Sophia Loren), Charles Jarrott (Anne des mille jours en 1969, avec Richard Burton et Geneviève Bujold), ou encore Ronald Neame (ex. : Mystère sur la falaise en 1964, avec Deborah Kerr et John Mills), entre autres.
Anne des mille jours lui vaut en 1970 une nomination à l'Oscar de la meilleure photographie. En outre, il obtient en 1964 et 1965 deux nominations (la seconde, pour Mystère sur la falaise) au British Academy Film Award de la meilleure photographie.
À la télévision, Arthur Ibbetson est directeur de la photographie sur deux séries (en 1963 et 1982, chacune un épisode) et quatre téléfilms (le premier en 1973, le dernier en 1986, année où il se retire).

## Filmographie partielle

### Au cinéma
(films britanniques, sauf mention contraire ou complémentaire)
Comme premier assistant opérateur
- 1941 : La Commandante Barbara (Major Barbara) de Gabriel Pascal

Comme cadreur
- 1946 : Les Grandes Espérances (Great Expectations) de David Lean (seconde équipe)
- 1950 : L'Île au trésor (Treasure Island) de Byron Haskin (troisième équipe) (film américano-britannique)
- 1951 : L'enquête est close (Circle of Danger) de Jacques Tourneur
- 1951 : La Boîte magique (The Magic Box)[1](sorti en 1952) de John Boulting, avec Robert Donat, Margaret Johnston (en), Maria Schell
- 1953 : L'Opéra des gueux (The Beggar's Opera) de Peter Brook
- 1953 : Pages galantes de Boccace (Decameron Nights) d'Hugo Fregonese (film hispano-britannique)
- 1953 : Saadia d'Albert Lewin
- 1954 : La rousse mène l'enquête (Malaga) de Richard Sale
- 1954 : Les Belles de St-Trinian (The Belles of St. Trinian's) de Frank Launder
- 1955 : Les Aventures de Quentin Durward (Quentin Durward) de Richard Thorpe (film américain)
- 1956 : L'Homme qui n'a jamais existé (The Man who never was) de Ronald Neame (film américano-britannique)
- 1956 : Moby Dick de John Huston (film américano-britannique)
- 1956 : Commando en Corée (A Hill in Korea) de Julian Amyes
- 1957 : Dieu seul le sait (Heaven knows, Mr. Allison) de John Huston (film américain)
- 1957 : Temps sans pitié (Time without Pity) de Joseph Losey
- 1957 : L'Adieu aux armes (A Farewell to Arms) de Charles Vidor (film américain)
- 1958 : La Clef (The Key) de Carol Reed

Comme directeur de la photographie
- 1952 : L'Île du désir (Saturday Island ou Island of Desire) de Stuart Heisler
- 1953 : La Valse de Monte-Carlo (Melba) de Lewis Milestone
- 1958 : De la bouche du cheval (The Horse's Mouth) de Ronald Neame
- 1959 : Le Sentier du bonheur (The Bridal Path) de Frank Launder
- 1960 : Le Silence de la colère (The Angry Silence) de Guy Green
- 1960 : Les Fanfares de la gloire (Tunes of Glory) de Ronald Neame
- 1960 : There Was a Crooked Man de Stuart Burge
- 1960 : Hold-up à Londres (The League of Gentlemen) de Basil Dearden
- 1960 : Le Silence de la colère (The Angry Silence) de Guy Green
- 1961 : Le vent garde son secret (Whistle Down the Wind) de Bryan Forbes
- 1962 : L'Inspecteur (The Inspector) de Philip Dunne (film américano-britannique)
- 1963 : À neuf heures de Rama (Nine Hours to Rama) de Mark Robson
- 1963 : Meurtre au galop (Murder at the Gallop) de George Pollock
- 1963 : L'Ombre du passé (I could go on singing) de Ronald Neame (film américano-britannique)
- 1964 : Mystère sur la falaise (The Chalk Garden) de Ronald Neame
- 1965 : Fanatic de Silvio Narizzano
- 1966 : Le Prince Donegal (The Fighting Prince of Donegal) de Michael O'Herlihy (film américano-britannique)
- 1967 : La Comtesse de Hong-Kong (A Countess from Hong Kong) de Charlie Chaplin
- 1968 : L'Infaillible Inspecteur Clouseau (Inspector Clouseau) de Bud Yorkin
- 1968 : Quand les aigles attaquent (When Eagles dare) de Brian G. Hutton (film américano-britannique)
- 1969 : Anne des mille jours (Anne of the Thousand Days) de Charles Jarrott
- 1970 : The Railway Children de Lionel Jeffries
- 1971 : Commando pour un homme seul (When Eight Bells toll) d'Étienne Périer
- 1971 : Charlie et la Chocolaterie (Willy Wonka & the Chocolate Factory) de Mel Stuart (film américain)
- 1974 : Fric frac, rue des diams (11 Harrowhouse) d'Aram Avakian
- 1975 : It shouldn't happen to a Vet (en) d'Eric Till
- 1978 : La Grande Menace (The Medusa Touch) de Jack Gold (film franco-britannique)
- 1979 : Le Prisonnier de Zenda (The Prisoner of Zenda) de Richard Quine (film américain)
- 1980 : Jeux d'espions (Hopscotch) de Ronald Neame (film américain)
- 1980 : Le Petit Lord Fauntleroy (Little Lord Fauntleroy) de Jack Gold
- 1984 : Le Bounty (The Bounty) de Roger Donaldson
- 1985 : Santa Claus (Santa Claus : The Movie) de Jeannot Szwarc (film américano-britannique)

### À la télévision
Téléfilms, comme directeur de la photographie
- 1973 : Frankenstein : The True Story de Jack Smight
- 1974 : Brève rencontre (Brief Encounter) d'Alan Bridges
- 1977 : Spectre de Clive Donner
- 1986 : Babes in Toyland (en) de Clive Donner

## Nominations
- British Academy Film Award de la meilleure photographie :
  - En 1964, catégorie couleur, pour À neuf heures de Rama (nomination) ;
  - Et en 1965, catégorie couleur, pour Mystère sur la falaise (nomination).
- Oscar de la meilleure photographie en 1970, pour Anne des mille jours (nomination).